# Рахманов, Мамажон
Мамажон Рахманов (узб. Mamajon Rahmonov; 21 декабря 1914, Коканд, Туркестанское генерал-губернаторство, Российская империя — 7 апреля 2010, Ташкент, Узбекистан) — советский, узбекский учёный-искусствовед, театральный педагог. Академик Академии наук Узбекской ССР (1979), академик Академии наук Узбекистана (2000), заслуженный деятель науки Узбекской ССР (1975), доктор искусствоведения (1968), профессор (1969).

## Биография
Мамажон Рахманов родился 21 декабря 1914 года, в городе Коканде Туркестанского генерал-губернаторства Российской империи. В 1936 году закончил Московский финансовый институт, с 1938 по 1942 годы работал заведующим отделом искусства ЦК КП(б) Узбекистана, в 1942 году — директором Государственной филармонии Узбекской ССР, с 1943 по 1949 годы руководил Государственным музыкальным театром драмы и комедии им. Мукими, с 1949 по 1951 годы — Узбекской оперной студией при Московской консерватории. 
В 1954 году Рахманов окончил Ташкентский театрально-художественный институт и поступил в аспирантуру Государственного института театрального искусства. В 1958 году получил учёную степень кандидата наук, защитив диссертацию по искусствоведению, а в 1968 году – учёную степень доктора искусствоведения. С 1960 по 1976 годы работал заведующим кафедрой театра и хореографии НИИ Искусствознания АН Узбекской ССР, с 1985 года ведущий научный сотрудник института. В 1979 году стал действительным членом Академии наук Узбекской ССР.
С 1957 по 1960 и с 1970 по 1976 годы Рахманов руководил Государственным театром оперы и балета имени Алишера Навои, с 1976 по 1979 годы работал ректором Ташкентской консерватории, с 1979 по 1985 годы — ректором Ташкентского государственного института театрального искусства (ТГИТИ) имени А. Н. Островского. 
В 1982 году в Ташкенте прошла организованная под руководством академика Рахманова Международная конференция «Система Станиславского и театр братских народов».
Мамажон Рахманов скончался в Ташкенте 7 апреля 2010 года.

## Научные работы
Мамажон Рахманов автор нескольких научных трудов, в которых он исследовал историю узбекского театра, театральное наследие Хамзы, становление узбекского национального академического драматического театра.
- Хамза и узбекский театр, Т., 1959;
- История узбекского театра (18-20 вв.), Т., 1968;
- Шукур Бурханов Т., 1974 (в соавторстве);
- Театр Узбекистана (от древности до XVIII века), Т., 1981;
- Узбекский государственный академический драматический театр имени Хамзы (1914-1960), Т., 2001[2].

## Награды
- Орден «Эл-юрт хурмати» (2000)
- Медаль «Шухрат» (1994)
- Заслуженный деятель науки Узбекской ССР (1975)
- Государственная премия Узбекской ССР имени Хамзы (1983)[4]